# Korolivka, Oleksandria
Korolivka (în ucraineană Королівка) este un sat în comuna Izmailivka din raionul Oleksandria, regiunea Kirovohrad, Ucraina.

## Demografie
Componența lingvistică a localității Korolivka
     Ucraineană (95,2%)
     Rusă (4,8%)
Conform recensământului din 2001, majoritatea populației localității Korolivka era vorbitoare de ucraineană (95,2%), existând în minoritate și vorbitori de rusă (4,8%).